# Groß-Rohrheim
Groß-Rohrheim est une commune de Hesse (Allemagne), située dans l'arrondissement de la Bergstraße, dans le district de Darmstadt.